# Aleksandar Stambolijski

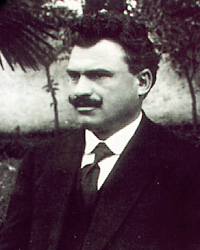

Alexandsar Stoimenov Stambolijski (Bulgaars: Александър Стоименов Стамболийски) (Slavovitsa, 1 maart 1879 – aldaar, 14 juni 1923) was een Bulgaars politicus.

## Leven
Stambolijski studeerde landbouwwetenschappen en filosofie. Als afgevaardigde van de boeren werd hij in 1908 in het parlement van Bulgarije gekozen. Hij opponeerde tegen de pro-Duitse koning Ferdinand en eiste tijdens de Eerste Wereldoorlog steun aan de Triple Entente. Op beschuldiging van het voorbereiden van een staatsgreep werd hij vervolgens in 1915 veroordeeld tot gevangenisstraf, maar in 1916 kreeg hij door de nieuw aangetreden koning Boris III amnestie verleend. 
Stambolijski werd in 1918 opnieuw parlementslid voor de Bulgaarse Agrarische Nationale Unie. Na winst in de verkiezingen van 1919 werd hij gekozen tot premier. Hij voerde vergaande hervormingen door ten voordele van de boeren en had een anti-stedelijk en anti-industrieel gedachtegoed. Hij probeerde Bulgarije ook te verzoenen met Servië en kwam om die reden in conflict met de IMRO. Op 9 juni 1923 nam de IMRO onder leiding van Aleksandar Zankov na een snelle putsch de macht in Bulgarije over. Stambolijski vluchtte, hield zich schuil in zijn geboortedorp, maar werd opgespoord en meteen geëxecuteerd. Na de executie werd zijn afgehakte hoofd in een doos teruggestuurd naar de hoofdstad.